# Luigi Cossa (economista)

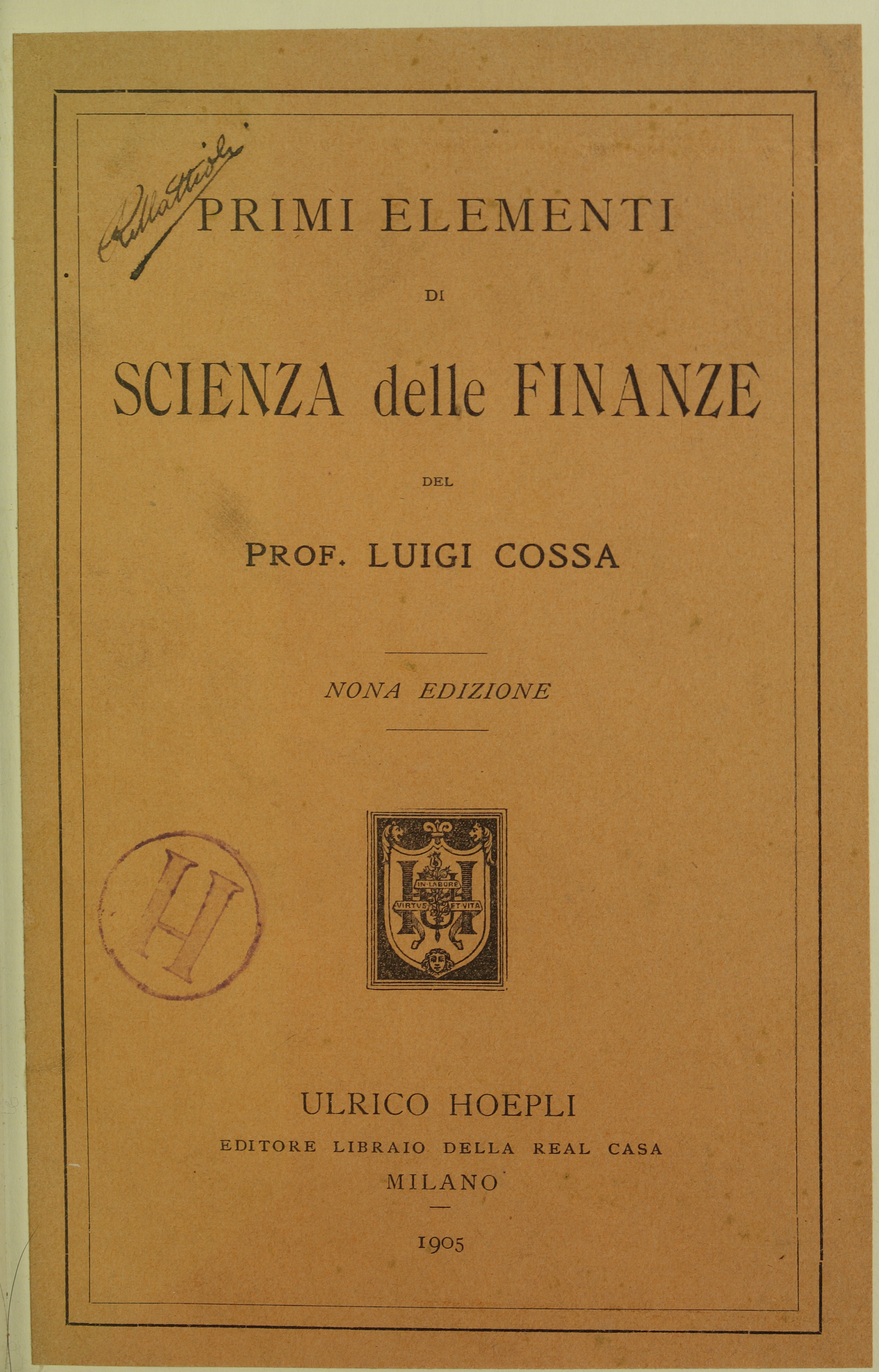
Primi elementi di scienza delle finanze, 1905

Luigi Cossa (Milano, 27 maggio 1831 – Pavia, 10 maggio 1896) è stato un economista italiano.

## Biografia
Studiò all'Università di Pavia, di Vienna e di Lipsia; divenne professore di economia politica a Pavia nel 1858.
Fu autore di numerose opere che ne contribuirono ad accrescere la reputazione. Ebbe come allievo Giuseppe Ricca Salerno. È stato intitolato a suo nome l'Istituto d'Istruzione Superiore "L. Cossa" a Pavia.
Massone, fu membro della loggia "Universo" del Grande Oriente d'Italia.
Il 14 marzo 1876 divenne socio dell'Accademia delle scienze di Torino.
Fu un esponente del "socialismo della cattedra" facendo conoscere le teorie della scuola storica tedesca di economia in Italia.

## Opere
- Scienza delle Finanze, 1875
- Guida allo studio dell'economia politica, 1876
- Introduzione allo studio dell'economia politica, 1876
- Saggi di economia politica, 1878.